# نسيب فرح
نسيب فرح (مواليد سنة 1982) (بالإنجليزية: Nasib Farah)‏ صانع أفلام دنماركي صومالي. معروف كمخرج لأفلام نالت استحسان النقاد مثل (My Cousin the Pirate) و (Lost Warrior). بالإضافة إلى صناعة الأفلام، يعمل أيضا مترجما ومدير إنتاج.

## حياته الشخصية
ولد في الصومال عام 1982. سنة 1991، فرّ من مقديشو مع أسرته بعد الحرب الأهلية. لكنه فقد عائلته أثناء هروبه، ثم هرب عبر الحدود إلى إثيوبيا، قبل أن يسافر إلى ألمانيا ويستقر أخيرًا في الدنمارك. في البداية كان لاجئًا غير مصحوب بذويه، ونشأ لاحقًا في مركز الصليب الأحمر الدنماركي.
هو متزوج من امرأة دنماركية، وله ثلاثة أطفال.

## مساره لمهني
عمل كصحفي مستقل لعدة سنوات. أنشأ لاحقًا منظمة غير ربحية تركز على مساعدة الشباب الصومالي الآخرين من خلال التدريس وأنشطة ما بعد المدرسة. أثناء تعبيره عن تجربته من خلال المنظمة، بدأ فرح برنامجًا تلفزيونيًا مجتمعيًا للجالية الصومالية في الدنمارك. 
في عام 2010، لعب فرح دورًا أولا في فيلم (My Cousin the Pirate)، من إخراج كريستيان سونديربي جيبسن.
في عام 2015، قدم فيلمه الوثائقي الأول «محاربون من الشمال» (Warriors from the North). حاز الفيلم على إشادة من النقاد وعُرض في عدة مهرجانات سينمائية دولية. في عام 2018، أخرج الفيلم الوثائقي الثاني «المحارب المفقود» (Lost Warrior) رُفقة المخرج الدنماركي سورين ستين جيسبرسن.

## أعماله
| السنة | الفيلم                       | الدور          | النوع  | المرجع |
| ----- | ---------------------------- | -------------- | ------ | ------ |
| 2010  | My Cousin the Pirate         | الممثل، الراوي | وثائقي |        |
| 2014  | The Newsroom: Off the Record | نفسه           | وثائقي |        |
| 2015  | Warriors from the North      | المخرج         | وثائقي | [ 7 ]  |
| 2016  | Mogadishu Soldier            | المترجم        | وثائقي |        |
| 2017  | Præsidenten fra Nordvest     | مدير الانتاج   | وثائقي |        |
| 2018  | Lost Warrior                 | المخرج         | وثائقي | [ 8 ]  |
| 2019  | Q's barbershop               | مدرس مساعد     | وثائقي |        |

## روابط خارجية
- نسيب فرح على موقع IMDb (الإنجليزية)
- نسيب فرح على موقع قاعدة بيانات الفيلم (الإنجليزية)